# Mare de Déu de Pedra
Mare de Déu de Pedra és una església romànica situada als contraforts del Montsec d'Ares al municipi d'Àger (Noguera). La primera documentació és de l'any 1042 i fa referència a l'antic castell de Pedra. L'església ho és el 1179. Al segle xiii va esdevenir ermita i amb el temps es convertí en el santuari marià més important de la vall d'Àger. L'antiga capella romànica del segle xi i modificada el xii, està adossada a un gran casal dels segles xvii i xviii. La capella és d'una sola nau amb volta de canó amb dos arcs torals. La capçalera, recta, està orientada a llevant.
El juny de 2023 es va anunciar que l'Ajuntament invertirà 65.687 euros en la rehabilitació de dos esglésies del municipi, incloent la Mare de Déu de Pedra.